# 青霞女子
青霞女子（せいかじょし、？ - 崇禎17年3月19日（1644年4月25日））は、明の崇禎帝の末年にいた側女。複数いたが、姓氏については記録がない。

## 経歴
青霞居（乾清宮の後背にあった書斎）に住まった。崇禎帝の末年は国事多難であり、皇后と既存の妃嬪たちを除いて、新たな側室を欲しなかった。常に淑女（側女）を選び、青霞居に共居させ、彼女らは「女子」と呼ばれた。子供も新たには欲せず、女子たちは懐妊すると堕胎薬を服用させられた。
崇禎17年3月18日（1644年4月24日）、北京が李自成軍によって陥落すると、崇禎帝は周皇后を自殺させ、数人の妃と公主たちを自ら手にかけて斬殺し、夜半に自身も首を吊って自殺した。次の日中に李自成軍が皇宮に進入すると、女子たちは乾清宮から乾西（婢の居所）へ逃がれ、焼身自殺した。

## 伝記資料
- 『崇禎長編』
- 『思陵典礼記』
- 『崇禎宮詞注』